# 美國撥款法案
美國撥款法案（英語：Appropriations Bill）是指美國國會向特定聯邦政府部門、機構和計劃撥款聯邦資金的撥款法案立法。 這筆錢為運營、人員、設備和活動提供資金 。 定期撥款法案每年通過，它們提供的資金涵蓋一個財政年度。 財政年度是聯邦政府的會計期間，從10月1日到次年9月30日。 撥款法案由美國眾議院撥款委員會和美國參議院撥款委員會負責 。 兩個委員會都有十二個匹配的小組委員會，每個小組委員會的任務是處理十二個年度定期撥款法案中的一個。
美国国会主要通过两个年度法案来监督国防预算：《国防授权法案》和《美國撥款法案》。

## 每年法案
- 2021年綜合撥款法
- 2022年綜合撥款法
- 2023年綜合撥款法

## 資料
1. ↑  See set aside.
2. 1 2  Tollestrup, Jessica.  (PDF). Congressional Research Service. 23 February 2012  [23 January 2014]. （原始内容存档 (PDF)于2021-07-05）.
3. ↑  Heniff Jr., Bill.  (PDF). Congressional Research Service. 26 November 2012  [9 January 2014]. （原始内容存档 (PDF)于2017-08-08）.
4. ↑  Williams, Lynn B.; Heitshusen, Valerie.  (PDF). Washington, DC: Congressional Research Service. November 28, 2016  [11 November 2018]. （原始内容存档 (PDF)于2020-08-09）.